# Humboldt (cratère)
Pour les articles homonymes, voir Humboldt.
Humboldt est un cratère d'impact sur la face visible de la Lune.
Le nom est une référence au philosophe prussien Wilhelm von Humboldt.